# Quecksilber(I)-sulfat
Quecksilber(I)-sulfat ist eine chemische Verbindung des Schwermetalls Quecksilber mit der Summenformel Hg2SO4.
Es kommt seltener als das Quecksilber(II)-sulfat vor.

## Gewinnung und Darstellung
Quecksilber(I)-sulfat kann ähnlich der Darstellung von Quecksilber(I)-chlorid durch Reaktion einer Lösung von Quecksilber(I)-nitrat-dihydrat mit Schwefelsäure gewonnen werden.
{\displaystyle \mathrm {Hg_{2}(NO_{3})_{2}\ +\ H_{2}SO_{4}\rightarrow \ Hg_{2}SO_{4}\downarrow +\ 2\ HNO_{3}} }

## Eigenschaften
Quecksilber(I)-sulfat liegt in Form von weiß-gelben Kristallen vor, welche gut löslich in Salpetersäure und wenig löslich in Schwefelsäure sind. Es besitzt eine monokline Kristallstruktur mit der Raumgruppe P21/c (Raumgruppen-Nr. 14) und den Gitterparametern a = 6,277 Å, b = 4,429 Å, c = 8,360 Å und β = 91,70°. An Licht verfärbt es sich grau.

## Verwendung
Verwendung fand Quecksilber(I)-sulfat im Bereich von galvanischen Zellen wie dem Clark-Normalelement oder dem Weston-Normalelement.